# Імеленко
Імеленко (пол. Imielenko) — село в Польщі, у гміні Лубово Гнезненського повіту Великопольського воєводства.
Населення — 185 осіб (2011).
У 1975-1998 роках село належало до Познанського воєводства.

## Демографія
Демографічна структура станом на 31 березня 2011 року:
|          | Загалом | Допрацездатний вік | Працездатний вік | Постпрацездатний вік |
| -------- | ------- | ------------------ | ---------------- | -------------------- |
| Чоловіки | 98      | 31                 | 58               | 9                    |
| Жінки    | 87      | 21                 | 49               | 17                   |
| Разом    | 185     | 52                 | 107              | 26                   |